# Kis Stáció utca

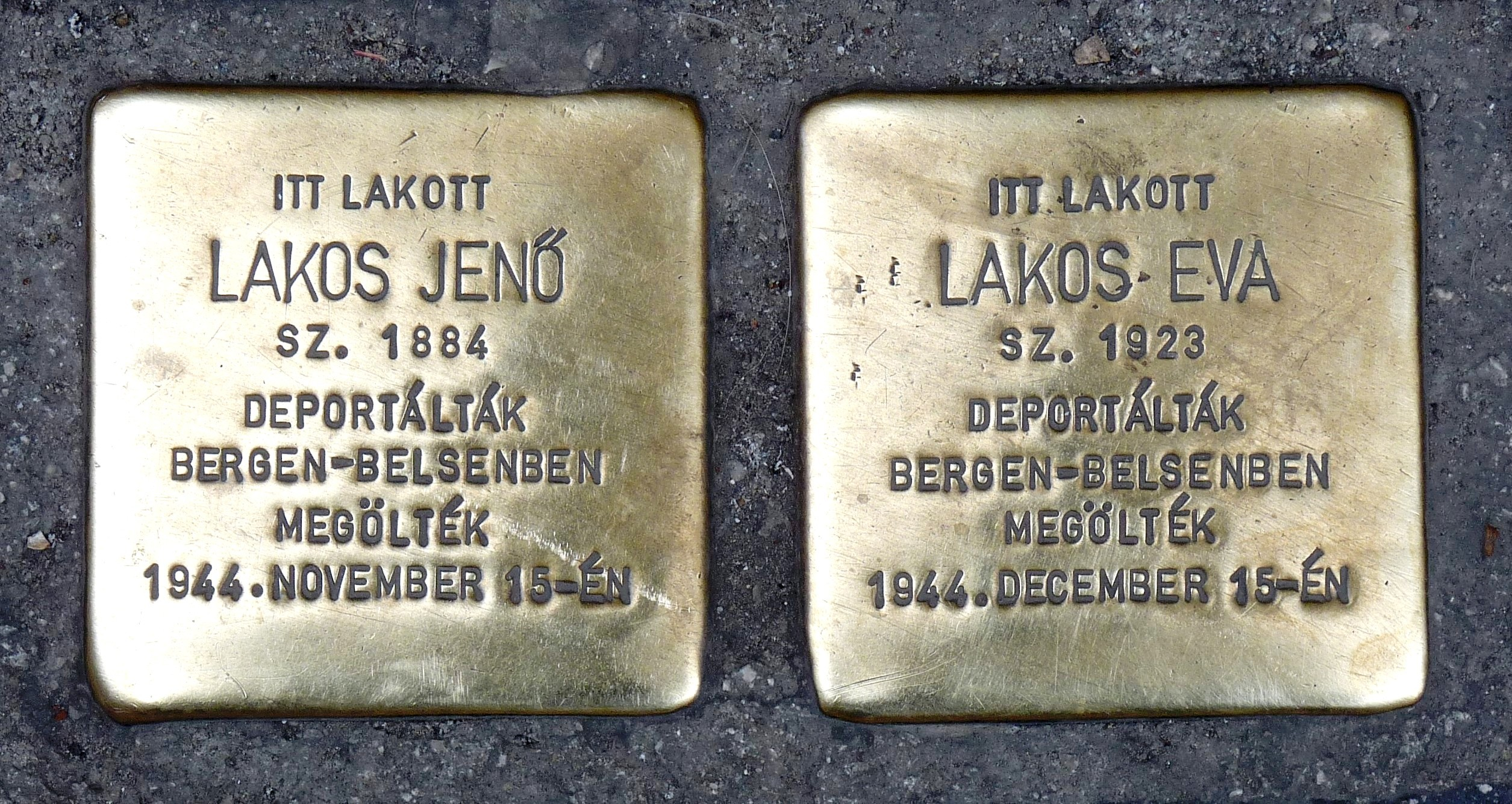
Lakos Jenő és Lakos Éva botlatóköve, Kis Stáció utca 1.

A Kis Stáció utca egy utca a Józsefvárosban, Budapest VIII. kerületében.

## Fekvése
A Harminckettesek tere 5-től fut a Horváth Mihály tér 1-ig.

## Története
Az egykori Stáció utca (a mai Baross utca) mellett futó utca már 1838-ban Kleine Station Gasse néven volt ismert; a német névnek megfelelő Kis Stáció utca nevet 1874 óta viseli.
Valaha nevezetes népszokás volt a Stáció utcán az úgynevezett stációjárás.

## Nevezetes épületei

### Kis Stáció utca 13.

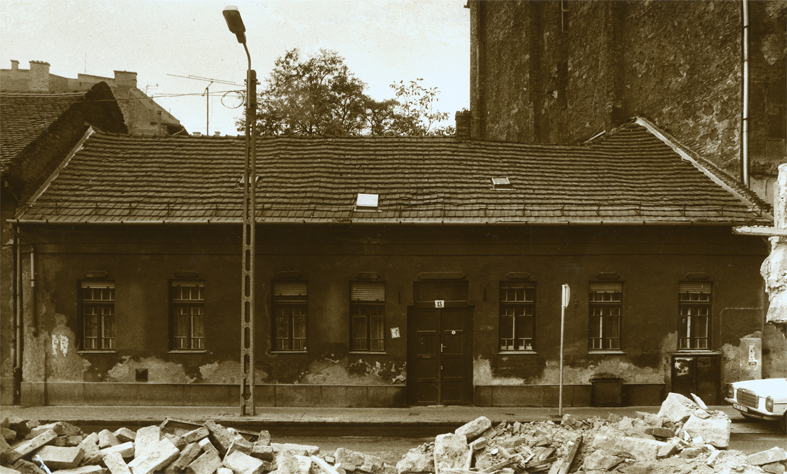
Ilyen volt a lebontott 13. sz. ház

Az 1995-ben lebontott házban a 19. század végétől bordélyház működött. Később lakóházzá alakították, egyben a Futó utcával párhuzamosan elterülő kertje miatt kőraktárrá.
Az ingatlant 1925-ben vásárolta meg Sződy Szilárd szobrászművész, aki feleségével és két gyermekével a szomszédos Németh utcából költözött át az épületbe. Az udvaron acélrudas tartószerkezetű üvegfalakból építtethette fel saját műtermét. Itt készült el a Margit híd budai hídfőjénél található Przemyśl-emlékmű oroszlánszobra, valamint a Kerepesi temető több jelentős síremléke. A műterem számos látogatót vonzott.
1933 októberében – Sződy Magdolnával kötött házassága révén – költözött a házba Képessy József sportújságíró és édesapja. Az újságírónak értékes sportarchívuma volt.
1944-ben egy bombatalálattól megsemmisült a műterem.
Az 1950-es években az egykori családi ház szobáiból önálló lakásokat létesítettek. Albérlők sokasága lakott itt - köztük egykori válogatott labdarúgók, Gellér Sándor és Sándor Károly.
A hatvanas évektől közel két évtizeden át számos zenés-táncos összejövetel színhelyéül szolgált az udvar, ahol mind a Fazekas Mihály Gimnázium diákjai, mind az iparművészeti főiskolások, a Vas utca 2/c-ből a színművész szak hallgatói, valamint a Filmtudományi Intézet munkatársai megfordultak. Általuk működött a hely a környék egyfajta szellemi bázisaként.
A nyolcvanas évek első felétől az épület állaga fokozatosan romlott és 1995-ben lebontották.